# Elizabeth Sprague Coolidge

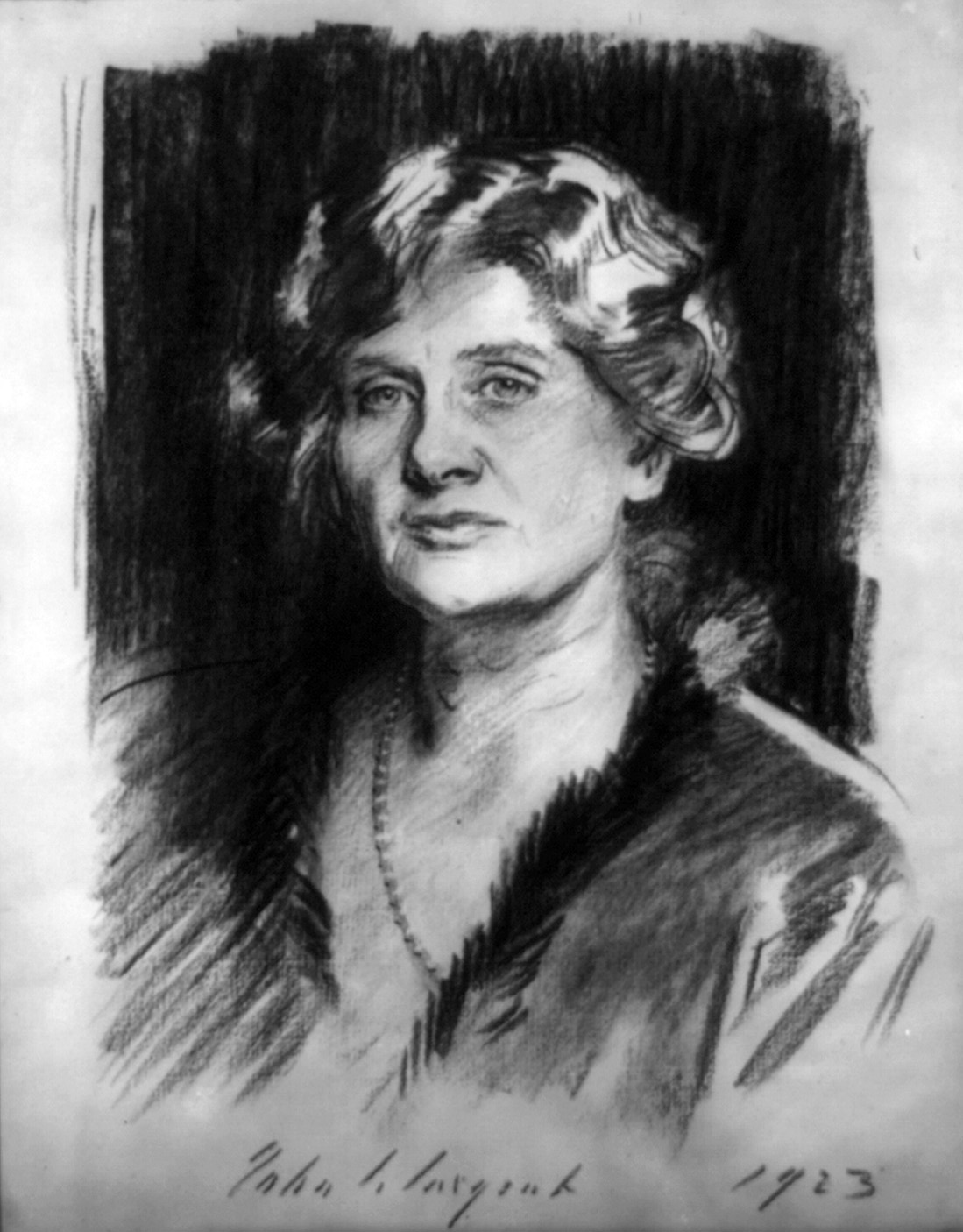
Elizabeth Sprague Coolidge door John Singer Sargent. 1923

Elizabeth Sprague Coolidge (30 oktober 1864 – 4 november 1953), geboren als Elizabeth Penn Sprague, was een Amerikaans pianiste en mecenas van muziek, vooral van kamermuziek.
Elizabeth Sprague Coolidge' vader was een gegoede groothandelaar in Chicago. Ze was muzikaal getalenteerd en studeerde zowel piano als compositie. Ze trouwde de arts Frederic Shurtleff Coolidge die stierf aan syfilis die hij tijdens een operatie van een patiënt had opgelopen. Hij liet haar achter met hun enige kind Albert. Kort daarna overleden ook haar ouders. Zij erfde een aanzienlijke hoeveelheid geld van haar ouders en besloot het uit te geven ter promotie van de kamermuziek, een missie die zij zou volhouden tot aan haar dood op 89-jarige leeftijd in Cambridge (Massachusetts). Vanwege het beroep van haar man gaf ze ook financiële ondersteuning aan medische instellingen.
Coolidge' financiële mogelijkheden waren niet onbeperkt, maar dankzij de kracht van haar persoonlijkheid en overtuigingskracht slaagde ze erin de status van kamermuziek in de Verenigde Staten, waar de belangrijkste interesse van componisten tot dan toe bij de orkestmuziek had gelegen, op te krikken van een curiositeit tot een vruchtbaar compositiegebied. Haar toewijding aan de muziek en generositeit ten opzichte van musici werden mede gedreven door haar eigen ervaring als uitvoerend musicus: ze trad op als pianiste tot na haar 80e, wereldberoemde instrumentalisten begeleidend.
Coolidge richtte het Berkshire String Quartet op in 1916 en was ook oprichter van het Berkshire Music Festival in South Mountain, Pittsfield (Massachusetts), twee jaar later. Hieruit ontstond het Berkshire Symphonic Festival in Tanglewood, dat zij ook steunde. De Sprague Memorial Hall aan de Yale-universiteit werd ook gefinancierd door Coolidge.

## Elizabeth Sprague Coolidge Medal
In 1932 stelde ze de Elizabeth Sprague Coolidge Medal in voor "eminente verdiensten voor de kamermuziek". Ontvangers van de medaille waren onder anderen Frank Bridge, Benjamin Britten en Roy Harris.

## Coolidge Foundation
Haar meest innovatieve en kostbare prestatie was echter haar verbintenis met de Library of Congress, resulterend in de bouw van het Coolidge Auditorium in de Thomas Jefferson Building in 1924, specifiek bedoeld voor kamermuziek. Dit werd vergezeld door de oprichting van de Coolidge Foundation om concerten te organiseren in dat auditorium en om opdrachten voor nieuwe kamermuziek te verstrekken aan Europese en Amerikaanse componisten. De stichting doet dat nog steeds.
Coolidge had een reputatie om "moeilijke" modern muziek te promoten (hoewel zij weigerde om een van de modernste van alle componisten te steunen, Charles Ives). Ze was echter niet uit op zo'n reputatie en legde haar voorkeuren in muziek als volgt uit: "Mijn pleidooi voor moderne muziek is niet dat we het mooi zouden moeten vinden, noch dat we het per se zouden moeten begrijpen, maar dat we het zouden moeten tentoonstellen als een belangrijk menselijk document." Hoewel ze zelf Amerikaanse was, had ze geen voorkeur voor Amerikaanse componisten en zijn de meeste van haar opdrachten inderdaad verstrekt aan Europese componisten. Evenmin had ze de behoefte om specifiek vrouwelijke componisten te promoten.
De meest blijvende herinnering aan Elizabeth Sprague Coolidge' inspanningen voor de muziek zijn de composities waarvoor ze opdrachten verstrekte aan praktisch elke toonaangevende componist van de vroege 20e eeuw. Tot de bekendste van deze stukken horen de volgende:
- Samuel Barber: Hermit Songs, op.29
- Béla Bartók: strijkkwartet nr. 5
- Sir Arthur Bliss: hobokwintet
- Benjamin Britten: strijkkwartet nr. 1
- Aaron Copland: Appalachian Spring
- Arthur Honegger: Concerto da camera
- Francis Poulenc: fluitsonate
- Sergei Prokofiev: strijkkwartet nr. 1
- Maurice Ravel: Chansons madécasses
- Ottorino Respighi: Trittico botticelliano
- Arnold Schoenberg: strijkkwartet nr. 3, strijkkwartet nr. 4
- Igor Stravinsky: Apollon musagète
- Anton Webern: strijkkwartet

De lijst van componisten die profiteerden van Coolidge' steun is indrukwekkend, met onder anderen Ernest Bloch, Alfredo Casella, George Enescu, Howard Hanson, Gian Francesco Malipiero, Paul Hindemith, Bohuslav Martinů, Darius Milhaud, Rebecca Clarke en Albert Roussel.